# Берльштедт
Берльштедт (нім. Berlstedt) — громада в Німеччині, розташована в землі Тюрингія. Входить до складу району Ваймарер-Ланд. Складова частина об'єднання громад Нордкрайс-Ваймар.
Площа — 18,94 км2. Населення становить Невірний параметр metadata 16 071 007 ос. (станом на 31 грудня 2021).

## Галерея

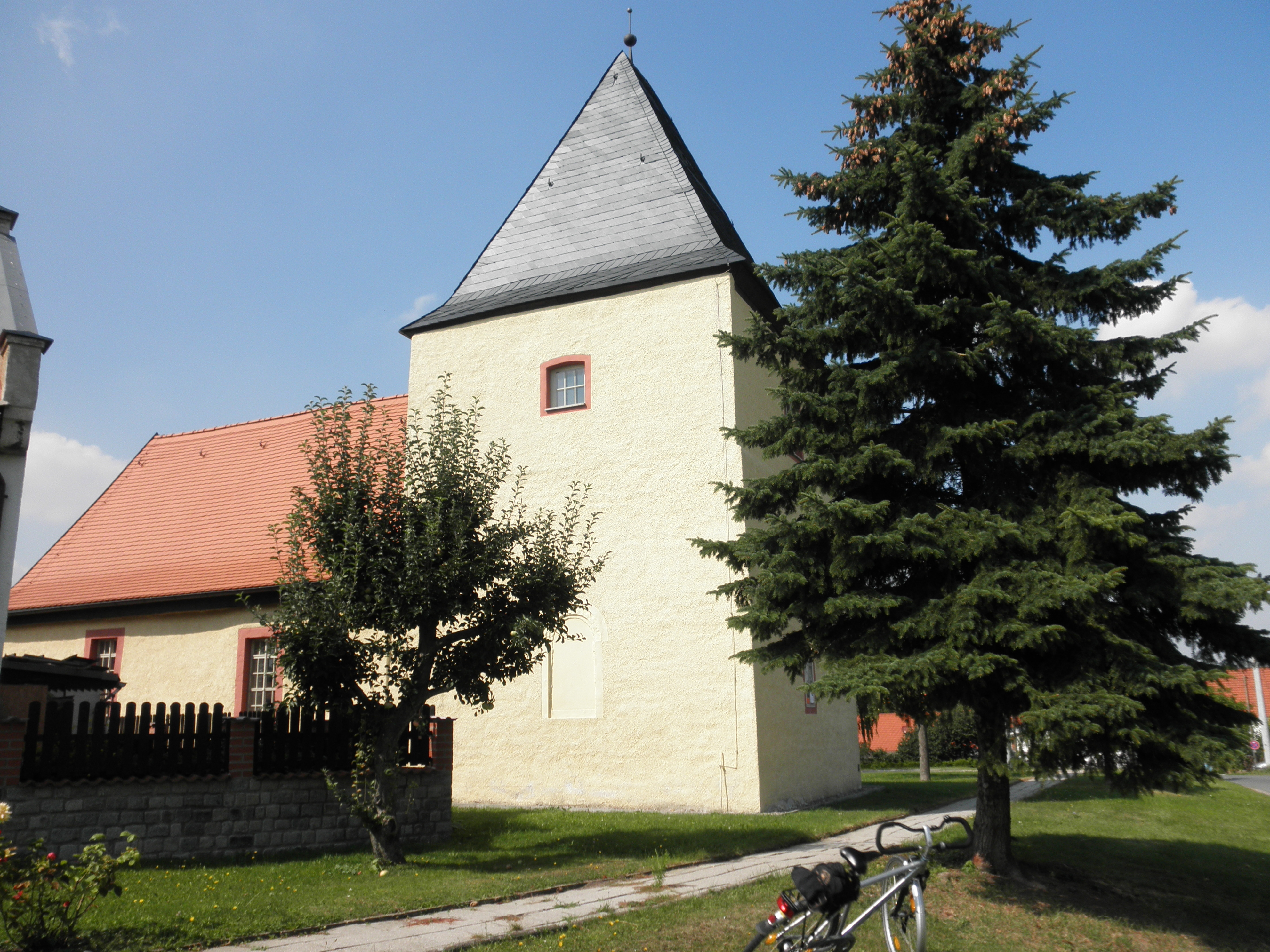
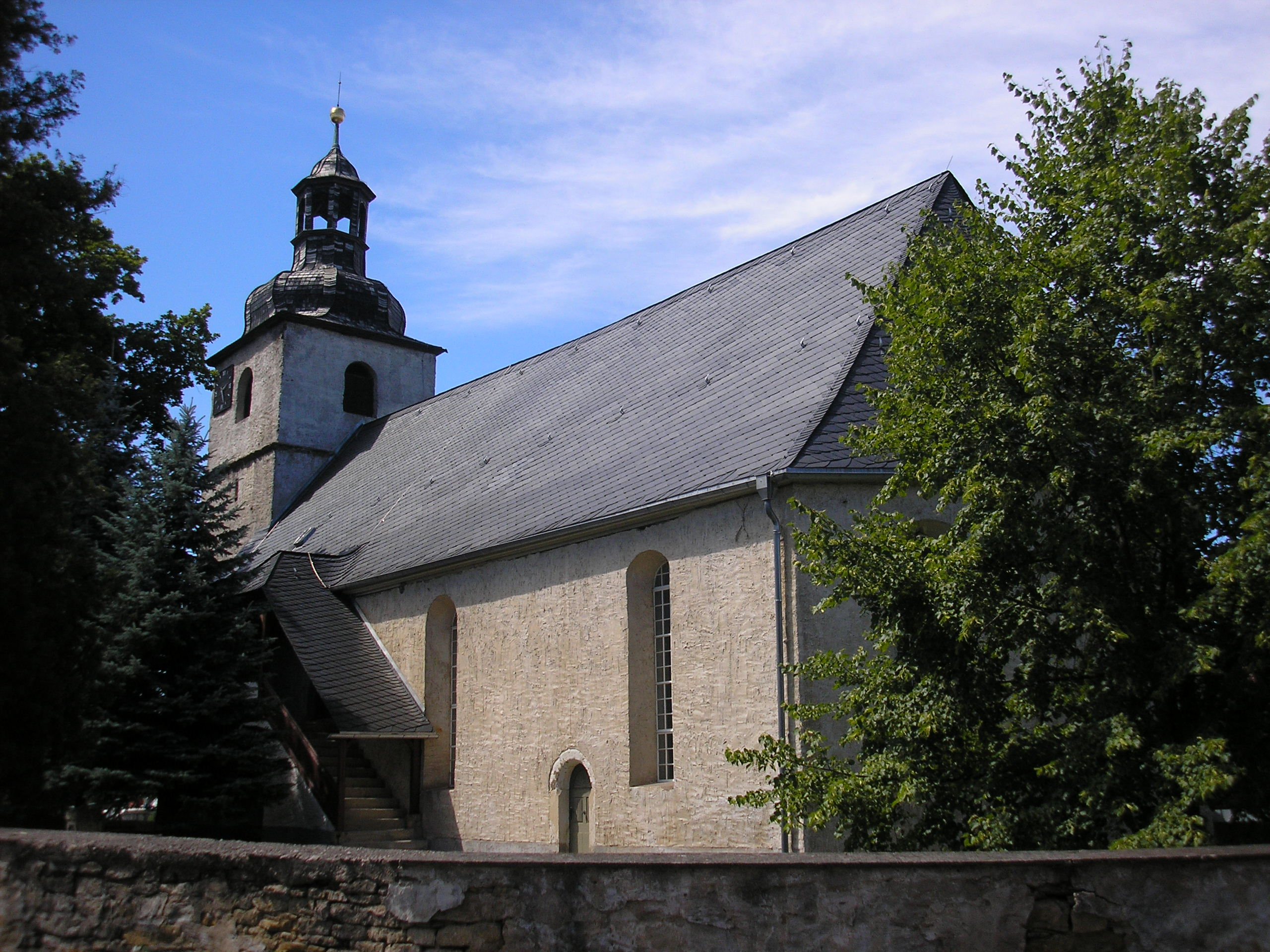